# Averdié Mizius
Averdie Mizius (10 ottobre 1993) è un giocatore di football americano francese che gioca come defensive tackle per i Paris Musketeers.

## Palmarès
- 1 World Games (2017)
- 1 Europeo (2018)